# Copablepharon serrata
Copablepharon serrata är en fjärilsart som beskrevs av Mcdunnough 1932. Copablepharon serrata ingår i släktet Copablepharon och familjen nattflyn. Inga underarter finns listade i Catalogue of Life.